# كليم لابيني
كليم لابيني (بالإنجليزية: Clem Labine)‏ هو لاعب كرة قاعدة أمريكي، ولد في 6 أغسطس 1926 في لينكولن في الولايات المتحدة، وتوفي في 2 مارس 2007 في فيرو بيتش ‏ في الولايات المتحدة.

## وصلات خارجية
- كليم لابيني على موقع دوري كرة القاعدة الرئيسي (الإنجليزية)
- كليم لابيني على موقعبيزبول رفرنس.كوم (الدوري الرئيسي) (الإنجليزية)
- كليم لابيني على موقعبيزبول رفرنس.كوم (الدوري الثانوي) (الإنجليزية)
- كليم لابيني على موقع جمعية أبحاث البيسبول الأمريكية (الإنجليزية)
- كليم لابيني على موقع مشجعي الرسوم البيانية (الإنجليزية)